# Andreas Peter Hovgaard
Pour les articles homonymes, voir Hovgaard.
Andreas Peter Hovgaard, né le 1er novembre 1853 à Aarhus et mort le 15 mars 1910 à Copenhague, est un officier de marine et explorateur danois.

## Biographie
Fils d'Ole Anton Hovgaard (1821-1891) et de Louise Charlotte Munch (1823-1872), il entre dans la Marine royale danoise et progresse rapidement. Sous-lieutenant (1874) puis Lieutenant de vaisseau (1876), en 1878, il devient membre de l'expédition Vega d'Adolf Erik Nordenskiöld durant laquelle il est chargé des observations météorologiques et géomagnétiques. Peu de temps après son retour au Danemark, il épouse Sophie Christiane Nielsen (1856-1934) et publie un rapport, Nordenskiölds rejse omkring Asien og Europa, sur cette première expédition arctique qui réussie la traversée du passage du Nord-Est.
En 1882, Hovgaard dirige l'expédition Dijmphna, dont le but est d'explorer les limites nord-est inconnues de la mer de Kara sur le bateau à vapeur Dijmphna, financée par le commerçant danois Augustin Gamél (1839-1904) qui assistera également plus tard Fridtjof Nansen. Le Dijmphna est coincé dans les glaces au large de Dikson alors qu'il tente de sauver le navire Varna de l'expédition polaire néerlandaise, bloquée dans le golfe de l'Ienisseï. Au cours de l'hiver 1882/83, une longue dérive dans la mer de Kara commence, ce qui empêche l'expédition d'atteindre ses objectifs. Le navire ne peut rentrer chez lui qu'avec le dégel de l'été 1883, mais le Varna sombre.
En 1887, il sert à bord du cuirassé danois HDMS Dannebrog (en), le navire du roi du Danemark Christian IX. Promu capitaine en 1888, de 1890 à 1893, il commande le bateau à vapeur Thyra, qui effectue le trajet vers les îles Féroé et l'Islande. Plus tard, il commande le croiseur Heimdall et le navire de défense côtière Olfert Fischer.
Commander (1901), il est président de l'Association danoise des officiers de la marine (Søofficers-Foreningen) entre 1907 et 1909.

## Hommages
- L'île Hovgaard au Groenland, l'île Hovgaard en mer de Kara, l'île Hovgaard en Antarctique et les îles Hovgaard au Nunavut, ont toutes été nommées en son honneur[8].
- 1888 : Médaille de service danoise (en) en or
- Chevalier (1880) puis Commandant de 2e classe de l'Ordre de Dannebrog (1907)
- Dannebrogordenens Hæderstegn (1904)

## Publications
- 1882 : Forslag til en dansk arktisk expedition, Gyldendal, Copenhague[9]
- 1884 : Dijmphna-Expeditionen 1882–83. Rapporter til Dijmphna’s Rheder, Copenhague
- 1884 : Die Eiszustände im Karischen Meere, Gotha
- 1888 : Compasset i Jernskibe, Copenhague
- 1906 : Under Islands Kyst
- 1915 : Nordenskiölds Reise omkring Asien og Europa - Populairt fremstillet efter mine Dagböger